# Domeykodactylus
Domeykodactylus (il cui nome significa "dito della Cordillera Domeyko")  è un genere estinto di pterosauro pterodactyloide dsungaripteride vissuto nel Cretaceo inferiore, in quella che oggi è la formazione geologica di Quebrada de la Carreta di Antofagasta, Cile. Il genere contiene una singola specie, ossia D. ceciliae.

## Descrizione
Domeykodactylus è conosciuto da elementi parziali, che comprendono due porzioni del cranio, una mandibola quasi completa, e una piccola parte del muso che mostra la base di una cresta cranica. La porzione di mandibola conservata è lunga circa 13 centimetri (5 pollici) ed è piuttosto robusta, ma manca della punta della mandibola e le parti finali di entrambi i rami mascellari. Quando completa la mandibola doveva essere lunga in totale 22 centimetri (8,5 pollici). Lungo la porzione conservata delle mandibola vi sono 16 alveoli dentali su entrambi i rami mandibolari, i quali presentano tutti una base ossea inspessita distintiva da cui emergono solo piccole parti delle corone dei denti.
La porzione del muso proviene dalla superficie superiore del cranio e presenta la base di una cresta cranica, sulla parte superiore del cranio. La cresta è sottile e caratterizzata da un'insolita struttura interna dell'osso con molte scanalature verticali che si piegano leggermente in avanti. Molti dsungaripteridi presentano una bassa cresta ossea irregolare sulla superficie superiore del cranio, che in vita era ricoperta ed ingrandite da tessuti molli, in creste semicircolari. Non si conoscono altri elementi scheletrici dell'animale, ma il confronto con altri dsungaripteridi, come Dsungaripterus e Noripterus, suggeriscono una lunghezza del cranio di circa 30 centimetri (12 pollici), e un'apertura alare di circa 2 metri (6,5 piedi).

## Classificazione
Quando descritto per la prima volta da Martill e colleghi (2000), Domeykodactylus venne assegnato alla famiglia Dsungaripteridae, sulla base delle forti ossa mascellari, denti con grandi basi ossee e grandi creste craniche. Successive analisi filogenetiche hanno confermato questa assegnazione, dimostrando anche che Domeykodactylus è il parente più prossimo di Dsungaripterus. Domeykodactylus rappresenta il primo esempio pubblicato di un dsungapteride in Sud America, mentre la maggior parte degli altri membri della famiglia proviene dall'Asia. Come molti altri dsungaripteridi, Domeykodactylus era carnivoro che usava le robuste fauci ed i forti denti per nutrirsi di prede dal guscio duro, come crostacei e molluschi.

## Storia della scoperta
Il genere Domeykodactylus si basa sull'olotipo Departmento de Ciencias Geológicas presso l'Universidad Católica del Norte, Antofagasta 250973, che si trova nella Sierra da Candeleros. L'olotipo consiste in una mandibola parziale; una premascella, presente nella stessa zona, è stata indicata come paratipo. Il fossile era stato inizialmente identificato come un esemplare di Pterodaustro. Tale errore di identificazione era stato indotto dalla cresta di Domeykodactylus formata da scanalature e trabecole verticali, che erano state scambiate per i sottili denti filtranti di Pterodaustro.
Il genere venne nominato nel 2000 da David Martill, Eberhard Frey, Guillermo Chong Diaz e Charles Michael Bell. La specie tipo è Domeykodactylus ceciliae. Il nome del genere deriva dalla Cordillera Domeyko e dal termine greco daktylos ossia "dito", in riferimento al dito delle ali tipiche degli pterosauri. Il nome specifico, ceciliae, onora la geologa Cecilia Demargasso della Universidad Católica del Norte.